# Johann Balthasar Keller

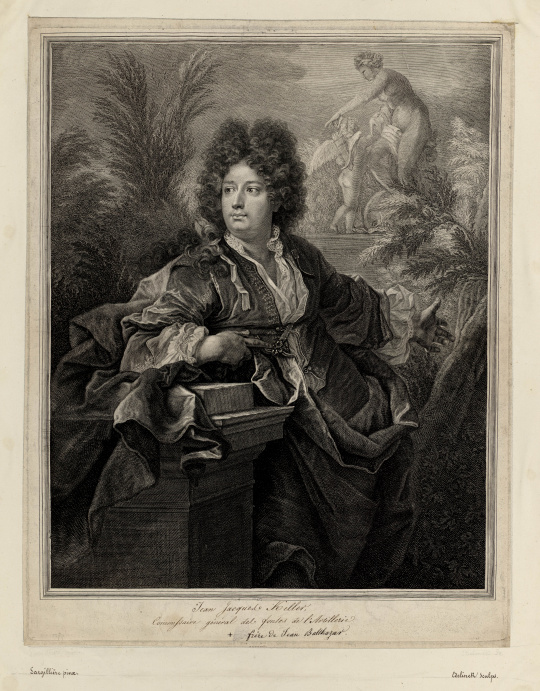

Johann Balthasar Keller, född den 16 mars 1638 i Zürich, död den 17 mars 1702 i Paris, var en schweizisk bronsgjutare.
Keller var först guldsmed och ciselör samt lärde sig sedan konsten att gjuta i brons hos sin bror Johann Jakob Keller (1635–1700) i Paris. Med tiden blev han inspektör för gjuteriet i Paris arsenal och förestod gjutningen av de flesta bronsstoderna i Versailles. 